# Мурівка світла
Мурівка світла (Phedina borbonica) — вид горобцеподібних птахів родини ластівкових (Hirundinidae). Це єдиний представник монотипового роду Мурівка (Phedina).

## Поширення
Вид гніздиться на Мадагаскарі та на Маскаренських островах. Маскаренський підвид осілий, а мадагаскарський підвид поза сезоном розмноження мігрує до Східної Африки (Мозамбік, Замбія, Малаві, Танзанія, острів Пемба). Середовищем розмноження може бути будь-де з відповідними місцями для спорудження гнізда, наприклад, виступи, будівлі, тунелі, печери або серед скель.

## Опис
Довжина тіла 15 см, маса тіла 18–24 г. Невелика ластівка, яка має сіро-коричневий низ, що стає білим на горлі та нижній частині живота, темно-сіро-коричневий верх і злегка роздвоєний хвіст. Нижня частина тіла вкрита чорними смугами.

## Підвиди
- P. borbonica madagascariensis — гніздиться на Мадагаскарі, можливо також на острові Пемба ; мігрує до Східної Африки.
- P. borbonica borbonica — Маврикій і Реюньйон.